# Al-Huwat
Al-Huwat (arab. الهوات) – wieś w Syrii, w muhafazie Hama. W 2004 roku liczyła 128 mieszkańców.